# Gare de Suisun (Amtrak)
La  gare de Suisun (ou Suisun/Fairfield (Amtrak station)) est une gare ferroviaire des États-Unis située à Suisun City à proximité de Fairfield en Californie; Elle est desservie par Amtrak. C'est une gare sans personnel.

## Histoire
Elle est mise en service en 1904.

## Service des voyageurs

### Desserte
- Ligne d'Amtrak[1] :
  - Le Capitol Corridor: San Jose - Auburn